# Kazimierz Maludziński

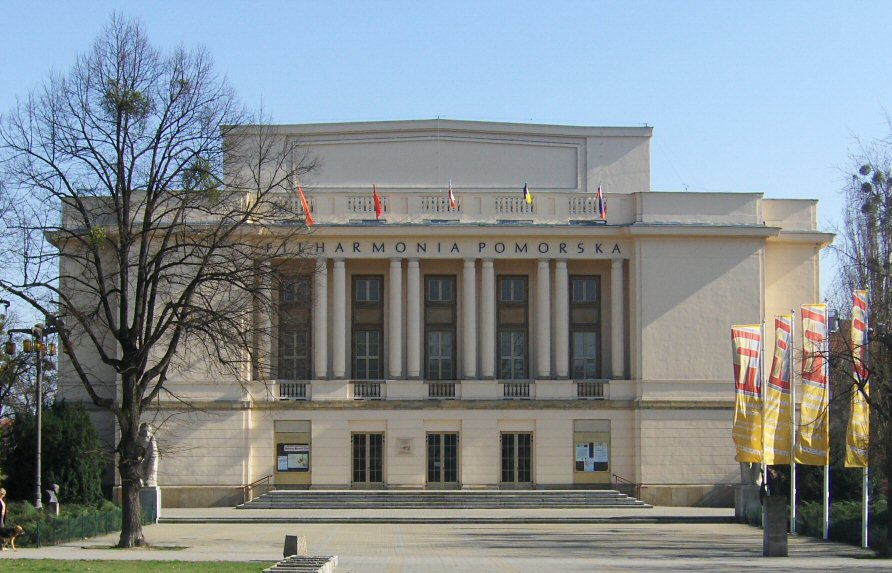
Gmach Filharmonii Pomorskiej im. Ignacego Jana Paderewskiego w Bydgoszczy wzniesiona w latach 1954–1958 za kadencji Kazimierza Maludzińskiego

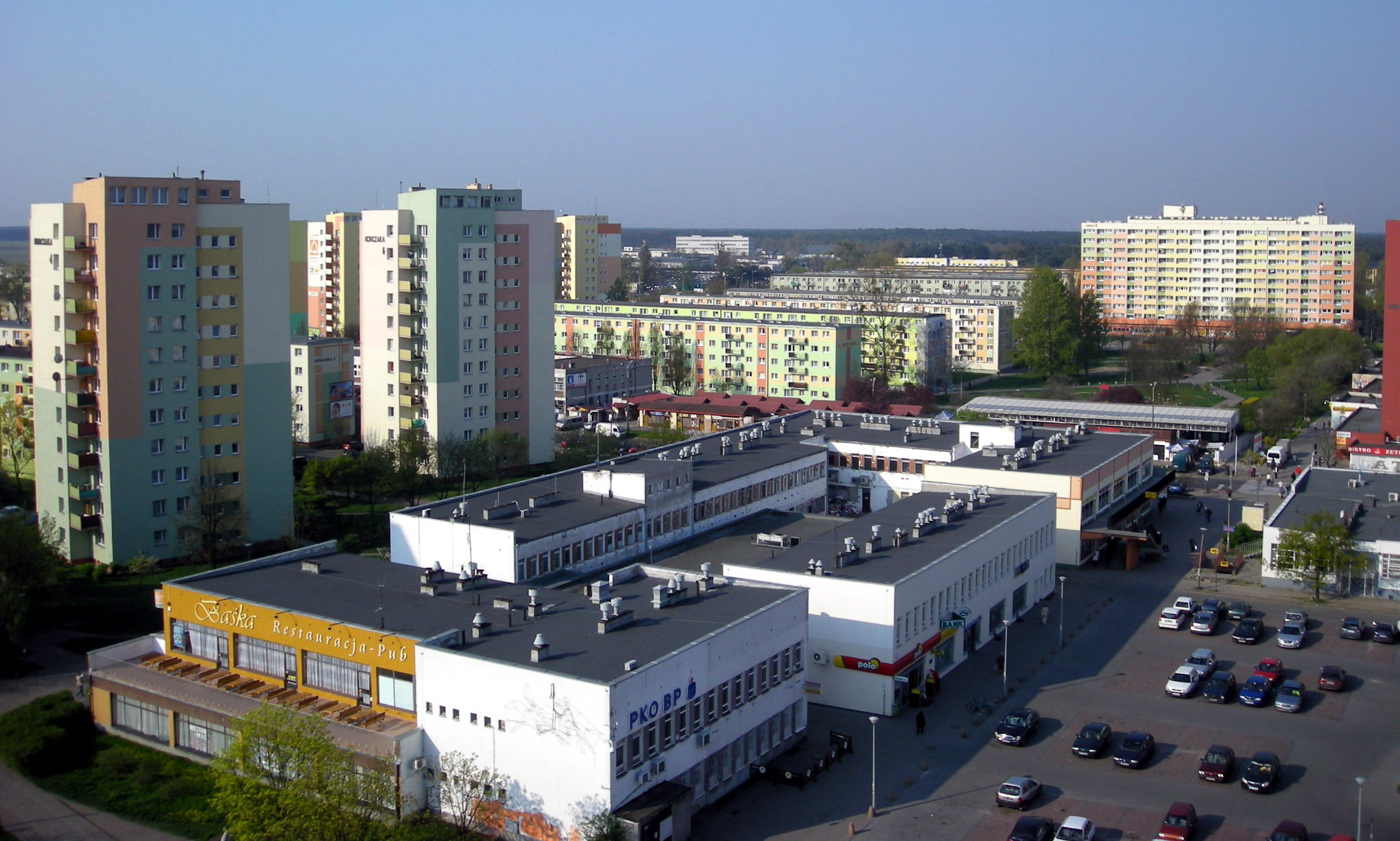
Osiedle Błonie wzniesione w latach 60. XX w. w Bydgoszczy

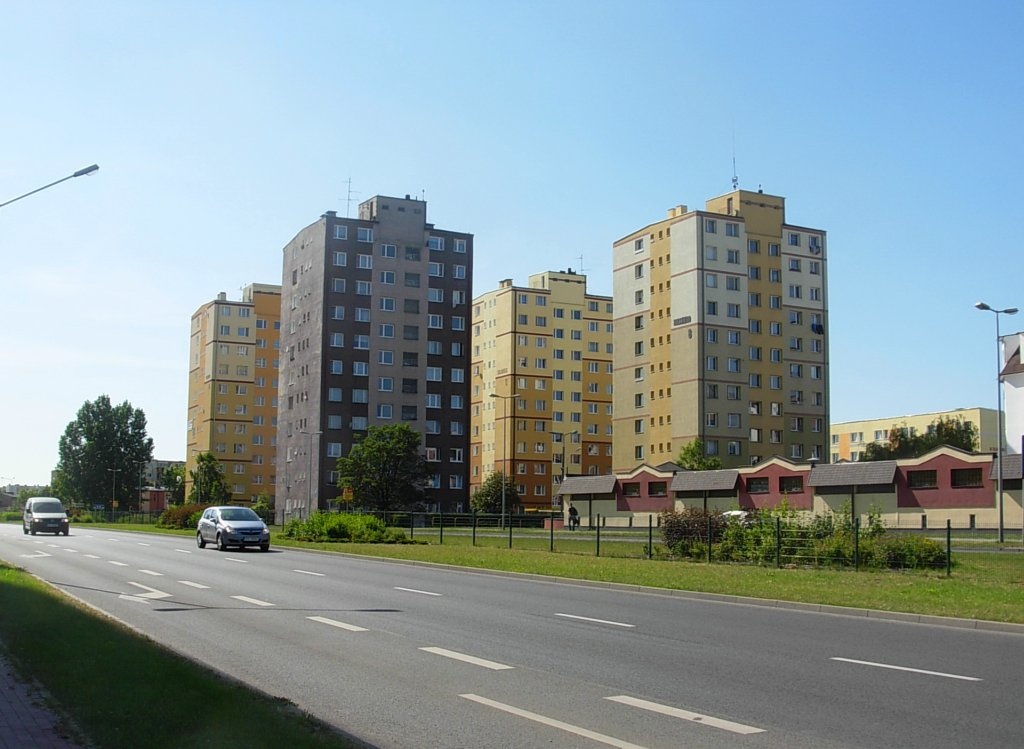
”Punktowce” na Szwederowie wzniesione w latach 60. XX w.

Kazimierz Maludziński (ur. 27 stycznia 1919 w Szubinie, zm. 16 maja 1983 w Bydgoszczy) – urzędnik, wiceburmistrz Szubina, starosta toruński, prezydent Bydgoszczy (1949–1950), przewodniczący Prezydium Miejskiej Rady Narodowej w Bydgoszczy (1950–1971), członek Wojewódzkiej Rady Narodowej w Bydgoszczy (1971–1981).

## Życiorys
Urodził się w 27 stycznia 1919 r. w Szubinie, w wielodzietnej rodzinie rzemieślniczej. Był synem Romana, cieśli i Konstancji z domu Putz (Puc). Jego rodzice posiadali od 1919 r. tartak w Szubinie, sprzedany na licytacji w 1926 r. W swoim rodzinnym mieście ukończył szkołę podstawową i następnie otrzymał zatrudnienie jako pomoc biurowa, a z czasem został kierownikiem biura Komornika Sądu Grodzkiego w Szubinie.
W 1938 r. został przeniesiony na takie samo stanowisko do Komornika Sądu w Grodzisku Wlkp. W latach 1932–1939 należał do Katolickiego Stowarzyszenia Młodzieży Męskiej, PCK oraz Ligi Morskiej i Kolonialnej.
Po wkroczeniu hitlerowców do Grodziska Wlkp. powrócił do Szubina i pozostał tam przez okres okupacji. Skierowany został do pracy w przedsiębiorstwie budowlanym, jako robotnik niewykwalifikowany.
W styczniu 1945 r. z polecenia dowódcy frontowego oddziału Armii Czerwonej zaczął z innymi działaczami organizować władze miasta Szubina. Od 1 lutego do 30 listopada 1945 r. pełnił funkcję zastępcy sekretarza Zarządu Miejskiego oraz wiceburmistrza Szubina. Jeszcze w tym roku skierowano go do organizowania powiatowego Komitetu Opieki Społecznej i do 1947 r. był jego kierownikiem.
Od września 1946 do października 1948 r. pełnił także funkcję przewodniczącego Powiatowej Rady Narodowej w Szubinie, a od października 1948 r. do listopada 1949 r. starosty powiatowego w Toruniu.

### Prezydent Bydgoszczy
16 listopada 1949 roku został przez Miejską Radę Narodową w Bydgoszczy wybrany na prezydenta miasta (głosowało na niego 38 radnych spośród 39 obecnych na posiedzeniu). Wybór został potwierdzony 19 grudnia 1949 r. przez Ministerstwo Administracji Publicznej w Warszawie.
Prezydentem miasta był do 31 maja 1950 r., po czym w wyniku zmiany ustawy o samorządzie terytorialnym, został Przewodniczącym Prezydium Miejskiej Rady Narodowej. Na to stanowisko był wybierany jeszcze pięciokrotnie, po raz ostatni 13 czerwca 1969 r. Był jednym z nielicznych przewodniczących Prezydium MRN większych miast w kraju, który nieprzerwanie sprawował tę funkcję w tym samym mieście przez 21 lat.
Podczas pełnienia urzędu w Bydgoszczy, uzupełniał swoje - nikłe dotychczas wykształcenie. W 1951 r. ukończył dwuletnie Wyższe Studium Korespondencyjne przy Urzędzie Rady Ministrów, w 1959 r. uzyskał świadectwo dojrzałości w Liceum Ogólnokształcącym dla Pracujących (Wojskowe) w Bydgoszczy, a w latach 1960–1962 studiował zaocznie w Wyższej Szkole Nauk Społecznych przy Komitecie Centralnym PZPR.
W latach, w których był gospodarzem miasta, Bydgoszcz poważnie się rozwinęła i stała się dużą aglomeracją miejską, liczącym się ośrodkiem przemysłowym, kulturalnym i naukowym. Kazimierz Maludziński przyczynił się w dużym zakresie do polepszania warunków bytowych mieszkańców. Powstały nowe osiedla mieszkaniowe: Leśne, Kapuściska, Błonie, Nowe Kapuściska. Zapoczątkowano też budowę Wyżyn i podwaliny nowego Fordonu. Wiele nowoczesnych bloków wzniesiono także w Śródmieściu w budownictwie plombowym. Liczba mieszkańców miasta wzrosła dwukrotnie. Za jego kadencji rozpoczęto również szereg rozwiązań kompleksowych, m.in. ujęcie wody, układów komunikacyjnych itp. Przybyło wiele gmachów szkolnych i obiektów kulturalnych, służby zdrowia i sportowych.
9 lipca 1971 r. złożył rezygnację i został odwołany z zajmowanego przez 21 lat stanowiska przewodniczącego prezydium MRN w Bydgoszczy. Dwa dni wcześniej został wybrany na sekretarza prezydium Wojewódzkiej Rady Narodowej w Bydgoszczy. Stanowisko to pełnił do grudnia 1973 r., po czym został dyrektorem Biura Wojewódzkiej Rady Narodowej w Bydgoszczy (Urzędu Wojewódzkiego). W styczniu 1981 r. uzyskał zgodę wojewody bydgoskiego na wcześniejsze przejście na emeryturę (z dniem 1 kwietnia 1981 r.)

### Działalność polityczna i społeczna
Kazimierz Maludziński był zarówno działaczem partyjnym, jak również społecznym i kulturalnym. 18 lutego 1945 r. wstąpił do Polskiej Partii Robotniczej w Szubinie. Był członkiem egzekutywy podstawowej organizacji partyjnej w Zarządzie Miejskim, a później członkiem Komitetu Powiatowego PPR w Szubinie. Od grudnia 1948 r. należał do PZPR i pełnił w niej szereg funkcji, m.in. członka Komitetu Miejskiego i Komitetu Wojewódzkiego. Od 1975 r. był sekretarzem Wojewódzkiego Komitetu Frontu Jedności Narodu.
Czynny był również w stowarzyszeniach m.in. w Towarzystwie Przyjaźni Polsko-Radzieckiej, Bydgoskim Towarzystwie Przyjaciół Sztuki (prezes 1957–1971) oraz Kujawsko-Pomorskim Towarzystwie Kulturalnym (prezes 1972–1982). Od 1976 r., aż do zlikwidowania Wojewódzkiej Komisji Związków Zawodowych, był członkiem jej Prezydium. Wszędzie tam, gdzie kierował działalnością towarzystw, nie był prezesem tytularnym, lecz brał czynny udział we wszystkich akcjach prowadzonych przez te towarzystwa.
Od 1950 r. działał w Towarzystwie Miłośników Miasta Bydgoszczy. W latach 1950–1953 był prezesem TMMB. W 1973 r. walne zebranie Towarzystwa nadało mu godność członka honorowego. Z jego inicjatywy powstało pierwsza powojenna monografia Bydgoszczy: Historia - Kultura - Życie gospodarcze (Gdynia 1959), w której był autorem rozdziału Urządzenia socjalne i komunalne (1920-1957).
Pogarszający się stan zdrowia spowodował rezygnację Kazimierza Maludzińskiego z większości urzędów i prezesur w II połowie lat 70. XX w. Zmarł 16 maja 1983 w Bydgoszczy. Pochowano go na cmentarzu Komunalnym przy ul. Artyleryjskiej.

## Rodzina
Kazimierz Maludziński był żonaty z Zofią z Jędrzejczaków. Miał córkę Dorotę, zamężną Ignasiak.

## Odznaczenia
Za swoją działalność społeczną i polityczną został uhonorowany wieloma odznaczeniami i medalami PRL, m.in. Krzyżem Kawalerskim (1958) i Krzyżem Oficerskim Orderu Odrodzenia Polski (1969), Sztandarem Pracy II klasy (1974), Złotym Krzyżem Zasługi (1955) oraz Medalem 10-lecia Polski Ludowej (1955).